# 포이틱 저스티스
《포이틱 저스티스》(영어: Poetic Justice)는 미국에서 제작된 1993년 로맨틱 드라마 영화이다. 존 싱글턴이 연출, 각본, 제작을 맡았고, 재닛 잭슨, 투팍 셔쿠어, 리지나 킹 등이 출연하였다.

## 출연
- 재닛 잭슨
- 투팍 셔쿠어
- 리지나 킹
- 조 토리
- 타이라 페럴
- 빌리 제인
- 로리 페티
- 캔디 알렉산더
- 마이아 앤절로
- 제니퍼 루이스
- 클리프턴 콜린스 주니어
- 톤 로크
- 큐팁
- 로저 겐버 스미스

## 기타 제작진
- 배역: 로비 리드
- 미술: 키스 브라이언 번스
- 의상: 대릴 존슨